# Battista di Gerio
Battista di Gerio ou encore Battista da Pisa (né à Pise vers 1350 et mort dans la même ville vers 1420) est un peintre italien, actif dans un style gothique à Pise et à Lucques.   

## Biographie
Battista di Gerio  est né à Pise vers 1350 et est mort dans la même ville vers 1420. Il est le fils d'un tailleur de pierre nommé Gerio di Giovanni. Il se forme auprès du peintre siennois Vittorio di Domenico. Il est documenté entre Pise et Lucques de 1414 à 1418. Son travail se développe dans le tempérament artistique du gothique tardif, mais il est influencé par la nouvelle culture figurative florentine du début du XVe siècle.
Vers 1415 il commence à travailler sur la fresque de la Vierge à l'Enfant pour l'Opéra Primatiale de Pise, les travaux sont achevés en 1417.
En 1417 Il peint le triptyque de San Quirico all'Olivo, puis en 1418 Le triptyque de Camaiore. L'œuvre est datée et signée Baptista de Pisis. C'est la dernière nouvelle certaine des rares sur la vie du peintre qui disparaît vers 1420.

## Œuvres
Parmi les œuvres connues, on trouve
- Un triptyque pour la Pieve di Santo Stefano à Camaiore, province de Lucques.
- Le triptyque (1417) pour l'église de San Quirico all'Olivo de Lucques est démembré et trois pièces se trouvent au
  - Philadelphia Museum of Art (panneau central avec Vierge à l'Enfant) ;
  - Musée du Petit Palais d' Avignon (panneau de gauche des Saints Rossore et Luca avec donateur) ;
  - Musée de la villa Guinigi de Lucques  (panneau de droite représentant les saints Quirico, Giulitta et le pape Sixte )[4].

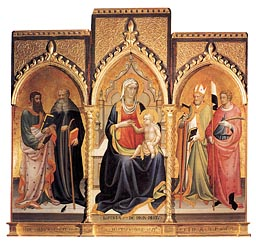
Triptyque de la Pieve di Camaiore.
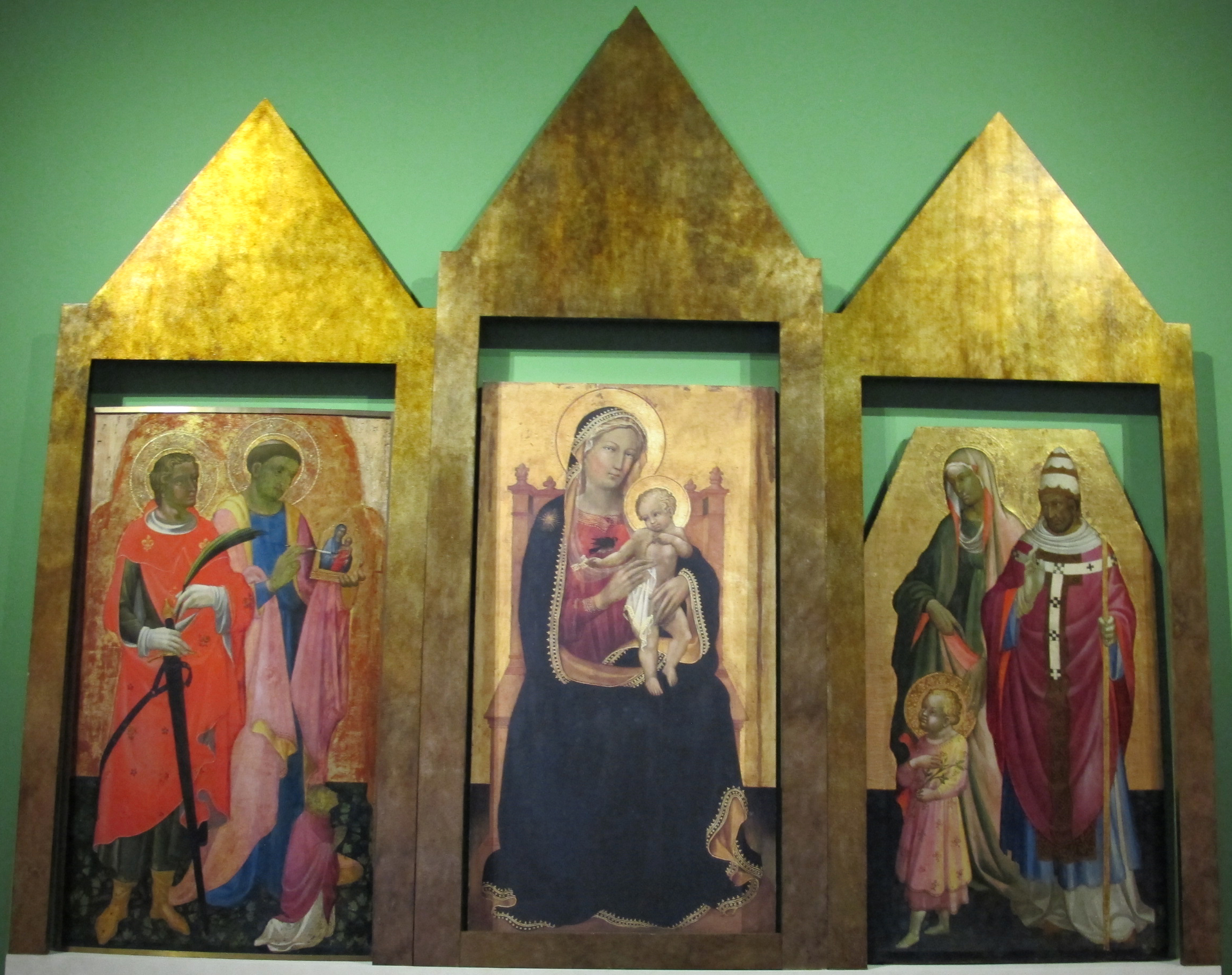
Triptyque de San Quirico all'Olivo.
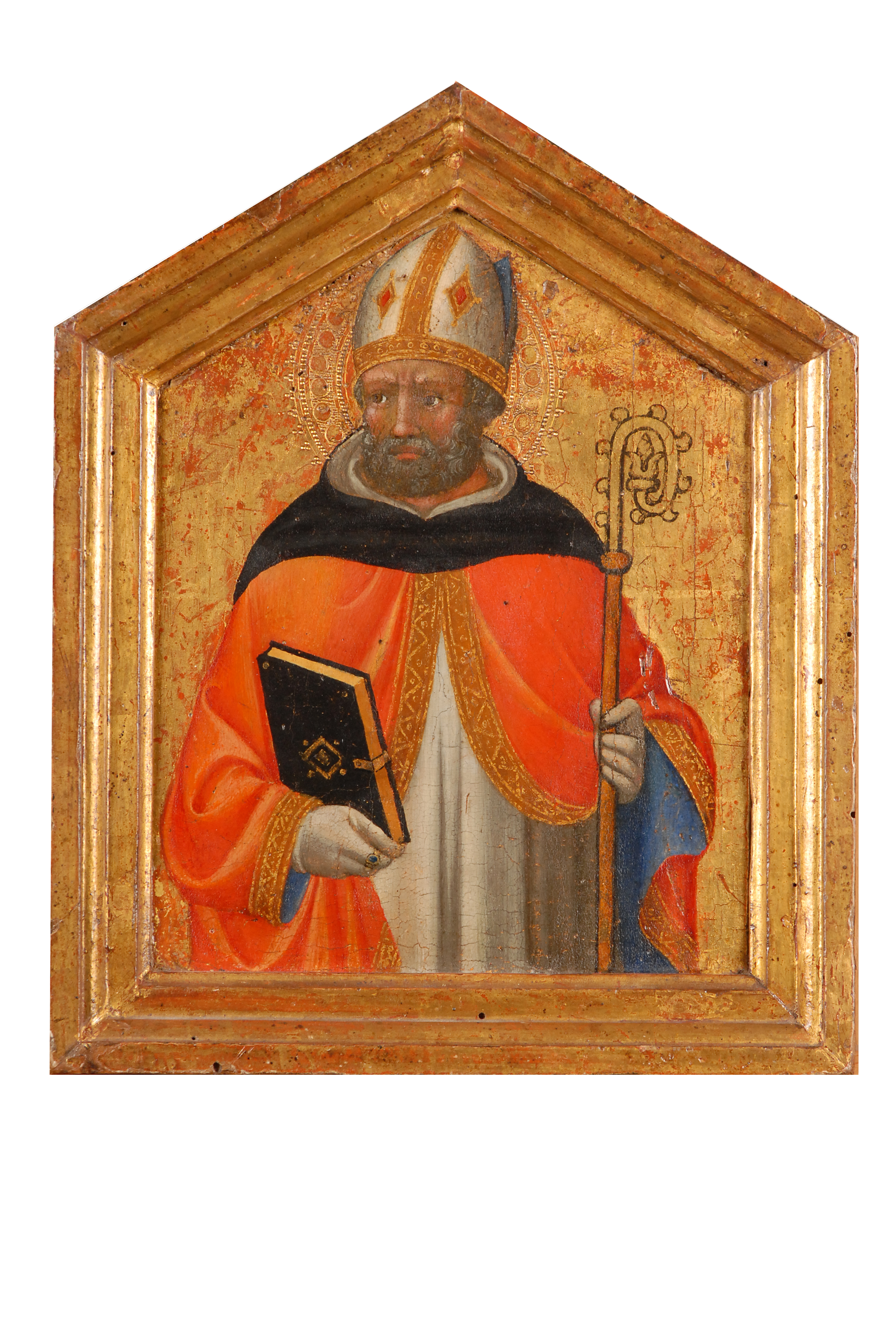
Sant'Agostino vescovo (1415),  Collezione Altomani, Pesaro[1].